# You Don't Know Jack (juego de Facebook)
You Don't Know Jack es una aplicación de juego de Facebook basada en la serie longeva de juegos de trivia creada por Jackbox Games (conocido previamente como Jellyvision Games). Fue lanzado al público en Facebook en mayo de 2012 tras un periodo beta. El juego se apoya en el éxito del relanzamiento de la serie del videojuego de 2011 para consolas y computadoras personales, pero alterando algunas características para funcionar mejor en la plataforma de red social. El juego transcurre en un show de televisión ficticio presentado por «Cookie» Masterson; los jugadores responden cinco preguntas de trivia, generalmente de opción múltiple, durante cada episodio, obteniendo dinero virtual para seguir su puntuación dentro del juego y en el metajuego más grande. Los jugadores compiten de forma asíncrona, jugando contra otros participantes que ya han jugado el episodio actual, y luego se compararán sus puntuaciones con las de sus amigos que lleguen a ese episodio después. Como parte de la temática de la serie de «la alta cultura se encuentra con la cultura pop», las preguntas a menudo se formulan con elocuencia y combinan conocimiento general con el entretenimiento contemporáneo y referencias a las celebridades. Una versión de móvil para iOS fue lanzada en diciembre de 2012 y para Android en mayo de 2013; ambos juegos de móvil permitirían juego cruzado entre plataformas con la aplicación de Facebook.
El juego ha sido elogiado por tomar un camino poco convencional en los juegos de redes sociales, incorporando elementos como microtransacciones e interacciones con amigos sin comercializar estos elementos agresivamente. Ganó el premio Spike Video Game de 2012 al mejor juego social. El 30 de enero de 2015, se anunció que esta versión del juego no recibiría más soporte y sería removida de Facebook, y ya no funcionaría en los dispositivos móviles el 1 de marzo de 2015.

## Jugabilidad
You Don't Know Jack de Facebook sigue un formato similar a los juegos previos de la serie, donde los jugadores compiten en un show de juego virtual presentado por «Cookie» Masterson (con la voz de Tom Gottlieb de Jellyvision Games). El jugador competirá de forma asíncrona contra otros amigos en Facebook o contra otros usuarios de Facebook para intentar obtener la mayor cantidad de dinero virtual de un episodio.
Cada episodio consiste de cinco preguntas. La mayoría de las preguntas serán de opción múltiple, donde el jugador tendrá cuatro respuestas de las cuales elegir dentro de una pequeña cantidad de tiempo una vez que el presentador haya terminado de leer la pregunta. El jugador será recompensado con dinero por elegir la respuesta correcta, y un bonus según la velocidad con la que haya respondido; responder incorrectamente le costará al jugador una cantidad similar de dinero; no responder no afectará al puntaje del jugador. Como en otros juegos de la serie, las preguntas mezclan conocimiento general con eventos contemporáneos, siguiendo su lema de «la alta cultura se encuentra con la cultura pop». Por ejemplo, al jugador se le podría preguntar cuántos shots alcohólicos debería tomar por cada disparo de cañón en la Obertura 1812. Algunas de las preguntas de opción múltiple se basan en un tipo de pregunta recurrente a lo largo de los episodios, al igual que aquellas presentadas en juegos previos de You Don't Know Jack. Por ejemplo, las preguntas de anagramas le darán a los jugadores una frase desordenada y deberán elegir uno de cuatro posibles reordenamientos, y las preguntas de «basura funky» mostrará tres ítems tomados de la basura de una celebridad y el jugador deberá identificar a la celebridad. Una nueva variación introducida en el juego de Facebook es «elefante, mostaza, Teddy Roosevelt o Drácula», donde la respuesta a la pregunta será uno de esos cuatro ítems.
Las preguntas adicionales se desvían del formato de opción múltiple. En las preguntas de DisOrDat los jugadores reciben una lista de siete preguntas o frases, y deberán determinar si pertenecen a una de dos categorías o, en algunos casos, ambas. Por ejemplo, los jugadores podrán necesitar identificar si frases como «Don't Spill the Beans» son nombres de juegos de mesa para niños o consejos del Dr. Phil. Las preguntas sandeces, que regresan desde su ausencia en la edición de 2011, le presentan al jugador una frase que rima con un dicho conocido, pero formulado y puntuado de otra manera. El jugador deberá escribir el dicho original.
La pregunta final siempre es el «ataque Jack»: el jugador recibe una frase pista antes de la ronda que indica una relación. Después, el jugador recibe una palabra o frase, tras lo cual aparecerán brevemente otras respuestas posibles que coincidirán con esa frase de acuerdo con la pista. El jugador obtendrá dinero cuando responda correctamente, y perderá dinero si responde incorrectamente. Las caras de los jugadores que hayan respondido correctamente serán mostradas en pantalla. A diferencia de las versiones previas del ataque Jack, el jugador solo tiene una única chance por medio de todas las respuestas posibles antes de que se le proporcione la siguiente palabra o frase al jugador. Un total de siete palabras o frases componen un ataque Jack.
A lo largo del juego, el jugador podrá ver el progreso de otros cinco amigos de Facebook, u otros usuarios elegidos de forma al azar (amenos que un amigo de Facebook de un jugador haya jugado ese episodio de antemano, y, en tal caso ese, amigo siempre aparecerá), que ya hayan jugado el episodio, permitiéndoles comparar puntajes a lo largo del juego. Cuando se complete, el jugador ganará la cantidad de dinero que haya acumulado y un bonus adicional según su posición. Si el dinero del jugador combinado con cualquier bonus por posición resulta en una cifra negativa, el jugador tendrá la opción de girar la «rueda del perdedor» y el resultado (generalmente $1, pero ocasionalmente $5.000) reemplazará su total. Los amigos de un jugador que ya hayan jugado un episodio podrán recibir dinero adicional la próxima vez que se conecten al juego, en caso de que el jugador los haya perdido en ese episodio. El dinero virtual se utiliza para seguir el nivel de experiencia del jugador.
Como juego de Facebook, los jugadores podrán jugar un episodio gratis por día, y episodios adicionales ganando niveles de experiencia o completando ciertos logros dentro del juego. También pueden usar dinero en la vida real para comprar créditos de Facebook por medio de la red social para acceder a más episodios. El dinero de la vida real también puede ser usado para comprar potenciadores que incrementarán las ganancias del jugador por un número limitado de juegos. En agosto de 2012, el juego fue renovado para incluir un sistema de fichas, para no necesitar más la moneda de Facebook; las fichas son obtenidas junto a la moneda dentro del juego por cada ronda jugada, al igual que los niveles de experiencia, y posteriormente se utilizan para comprar juegos adicionales además de uno gratis por día, mejoras, y cosas semejantes. Esto también permite a Jellyvision Games ofrecer descuentos temporales para dichos ítems, y planear incorporar más funciones para estas fichas.
Se añadieron episodios con temáticas especiales a finales de 2012, los cuales pueden ser jugados de forma gratuita mientras estén disponibles, o rejugados más adelante con fichas. Del mismo modo, en febrero de 2013, se añadieron los episodios de celebridades, donde los jugadores podían competir virtualmente contra una celebridad invitada, y disponiendo de preguntas ambientadas en ella; Rich Sommer apareció en el primer episodio y Adrianne Curry en uno posterior, con los episodios siguientes estando planeados para rotar mensualmente.
Las versiones de iOS y Android del juego funcionan exactamente igual que la versión de Facebook, utilizando las credenciales de Facebook del jugador para admitir una jugabilidad asíncrona entre plataformas. Los jugadores no requieren iniciar sesión por medio de Facebook, pero estarán limitados a jugar contra oponentes al azar en lugar de con amigos.
En mayo de 2013, agregaron un «paquete de lujo» para el juego, llamado «You Don't Know Jack Royale». Por una pequeña cuota este paquete permite a los jugadores jugar el juego sin anuncios, recibir fichas & mejoras y obtener dos juegos gratuitos por día. El juego volvió a ser renovado recientemente para permitir que se puedan jugar todos los juegos gratis en lugar de cobrar una cuota de fichas para jugar después del primer juego del día.

## Desarrollo
La versión de Facebook de You Don't Know Jack sigue el éxito del videojuego de 2011 para consolas y computadoras personales. La marca de You Don't Know Jack había quedado pausada por alrededor de ocho años, ya que Jellyvision, la compañía matriz de Jackbox Games, no encontraba la manera de hacer que su juego funcionara en consolas de juegos. Con la llegada de sistemas de juegos como la Wii, y la capacidad de tener partidas en línea, Jellyvision obtuvo el financiamiento de THQ para revitalizar la marca, y dividió a Jellyvision Games como su compañía separada. Luego cambiarían el nombre de Jellyvision Games a Jackbox Games en junio de 2013. Para ayudar a escribir preguntas en un formato humorístico para el juego, Jackbox Games subió a bordo a escritores anteriores de la serie al igual que al talento de los grupos locales de improvisación de Chicago.
Aunque las versiones de consola y computadora fueron bien recibidas, Jackbox Games reconoció que el juego aún era difícil de vender tanto como juego comercial como título descargable. El gerente general de Jackbox Games, Mike Bilder, señaló que «como que caímos en la zona intermedia de no ser una descarga digital, pero tampoco un título de estreno que obtiene la atención comercial y el espacio en las estanterías». Reconocieron que los juegos sociales de móvil eran tendencia, y que permitirían a Jellyvision Games «alcanzar un público mucho mayor, para proporcionar algunas características sociales nuevas, y estar muy al día con las cosas».
El juego fue lanzado por primera vez en beta a comienzos del 2012. Para cuando el juego estuvo disponible para todos en mayo de 2012, ya habían escrito 165 episodios, y continuaron con un plan de lanzamiento de tres episodios por semana. Jellyvision Games continúa usando escritores de grupos de improvisación de Chicago como The Second City e Improv Olympic, quienes trabajan junto a cinco escritores dedicados para mantener a las preguntas y trivias frescas. Han empleado un sistema propietario que permite a los escritores, actores de voz (principalmente Tom Gottlieb como «Cookie» Masterson) y al equipo de música y efectos de sonido trabajar rápida y colaborativamente desde ubicaciones remotas para completar cada episodio. Un episodio típico lleva entre 48 y 72 horas para ser completado, pero el sistema les permite apresurar un episodio dependiendo de la frescura del mismo. Luego, a los jugadores se les presenta el último episodio que no hayan jugado aún. La naturaleza en línea del juego también le permite al equipo hacer episodios especiales; en un caso, como pedido de un fan que quiso proponerle a su novia, quien también era una ávida jugadora del juego, Jellyvision Games trabajó con el fan para personalizar un episodio y que le apareciera la proposición a su novia cuando jugara el juego.
En agosto de 2012, Jackbox Games anunció que dejarían de usar créditos de Facebook directamente, e introducirían el concepto de fichas como moneda dentro del juego. Las fichas serían entregadas a los jugadores según su desempeño dentro del juego, y serían utilizadas para comprar juegos adicionales o potenciadores, o desbloquear características futuras a medida que se implementan dentro del juego.
Las versiones de móvil para iOS y Android fueron desarrolladas por Jackbox Games. Estas versiones serían compatibles con juego cruzado con la versión de Facebook, compartiendo los mismos episodios y permitiendo a los jugadores en dispositivos diferentes jugar entre sí.

## Recepción
La versión de Facebook de la serie longeva de juegos fue vista como una fuerte salida de los típicos juegos de Facebook que dependen de microtransacciones y funciones sociales para su disfrute. Ben Kuchera de Penny Arcade Reports afirma que You Don't Know Jack es «un juego raro que es en realidad mejor» en las plataformas de Facebook y móvil que la jugabilidad de consola tradicional, aprovechando las «fortalezas únicas» de la plataforma y usando un modelo de monetización con sentido común tanto para los desarrolladores como los jugadores. Kyle Orland consideró al título «prueba de que Facebook puede ser usado para incorporar competición social real al diseño de juego fuerte y probado», señalando que solo la naturaleza del tipo «pagar para ganar» utilizando dinero del mundo real para comprar potenciadores manchan el éxito del juego. Griffin McElroy de The Verge consideró al título como «un juego de trivia que se mantiene fiel a las raíces de la serie con un puñado de mecanismos sociales astutos y discretos». Gieson Cacho de Contra Costa Times declaró que la longitud de un juego típico y la frecuencia de los juegos gratuitos era apropiada para la mayoría de los jugadores, permitiendo comprar más juegos a aquellos que quieran. Kirk Hamilton de Kotaku señaló que, con la plataforma de Facebook, el juego tendría nuevo contenido para jugar de forma indefinida, una limitación en cualquiera de los títulos previos en la serie, y el abordaje asíncrono «permite a los jugadores jugar a su propio ritmo, pero retiene la sensación de una partida en vivo». Kotaku posteriormente llamó al juego una de las mejores sorpresas de 2012, mostrando cómo el juego se mantiene como «uno de los mejores juegos sociales de todos los tiempos».
El juego fue nombrado el mejor juego social en los Spike Video Game Awards de 2012.